# Tendu
Tendu – miejscowość i gmina we Francji, w Regionie Centralnym, w departamencie Indre.
Według danych na rok 1990 gminę zamieszkiwało 446 osób, a gęstość zaludnienia wynosiła 11 osób/km² (wśród 1842 gmin Centre, Tendu plasuje się na 722. miejscu pod względem liczby ludności, natomiast pod względem powierzchni na miejscu 166.).